# Anthophora ventrilabris
Anthophora ventrilabris är en biart som beskrevs av Amédée Louis Michel Lepeletier 1841. Anthophora ventrilabris ingår i släktet pälsbin, och familjen långtungebin. Inga underarter finns listade i Catalogue of Life.